# Fra den gamle købmandsgård
Fra den gamle købmandsgård er en dansk film fra 1951, instrueret af Annelise Reenberg og Svend Methling efter manuskript af Paul Sarauw og John Olsen.
Manuskriptet bygger frit på et meget populært teaterstykke Jul i Købmandsgaarden, der er en dramatiseret bearbejdning fra 1936 udført af Thorvald Larsen over romanen Jul i Købmandsgaarden fra 1917 af Sophie Breum.

## Medvirkende
- Svend Methling
- Astrid Villaume
- William Rosenberg
- Ellen Gottschalch
- Rasmus Christiansen
- Helge Kjærulff-Schmidt
- Johannes Meyer
- Ib Schønberg
- Henry Nielsen
- Helga Frier
- Bendt Rothe
- Inger Stender
- Kjeld Jacobsen
- Karen Berg
- Asbjørn Andersen
- Gunnar Lemvigh
- Anna Henriques-Nielsen
- William Bewer